# Bataille de Cold Harbor
Guerre de Sécession
Batailles
Campagne terrestre
- Wilderness
- Spotsylavnia C.H.
- Yellow Tavern
- Meadow Bridge
- North Anna
- Wilson's Wharf
- Pamunkey
- Haw's Shop
- Totopotomoy Creek
- Old Church
- Cold Harbor
- James River
- Trevilian Station
- Saint Mary's Church

La bataille de Cold Harbor est une bataille de la guerre de Sécession qui se déroula en Virginie du 31 mai au 12 juin 1864 et qui opposa les armées de Grant et de Lee. Cuisante défaite de l'Union, elle met un terme à la campagne de 1864 du général Grant.
Elle reste dans les mémoires comme l'une des plus sanglantes batailles de l'histoire américaine et aussi l'une des plus controversées. En effet, des milliers de soldats de l'Union furent massacrés dans des assauts frontaux désespérés contre les fortifications confédérées de l'armée du général Lee.
Sur cet événement, Grant écrivit dans ses mémoires : « J'ai toujours regretté que le dernier assaut à Cold Harbor ait été donné. Je dirais la même chose de l'assaut du 22 mai 1863 à Vicksburg. À Cold Harbor, aucun avantage ne fut gagné justifiant les pertes éprouvées. »

## Emplacement de la bataille
La bataille s'est déroulée au centre de la Virginie à 3 km du lieu de la bataille de Gaines' Mill, pendant la bataille des Sept Jours de 1862, et à 16 km environ au nord-est de Richmond, capitale de l'État confédéré.
En fait, certains récits se réfèrent à la bataille de 1862 comme celle de la première bataille de Cold Harbor, et à celle de 1864 comme la deuxième bataille de Cold Harbor. Des soldats de l'Union furent d'ailleurs horrifiés de découvrir les restes de cadavres des victimes de la première bataille en creusant des tranchées.
Malgré son nom (cold harbor : le port froid), la ville n'est pas portuaire. Située à l'emplacement de deux carrefours (Old Cold Harbor et New Cold Harbor), son nom provient de l'hôtel (la Cold Harbor Tavern, possédée par la famille Burnett) qui fournissait un abri (harbor) mais seulement des repas froids (cold).

## Contexte
La campagne militaire du général Grant était en cours depuis le 4 mai 1864. À la suite de la bataille de Spotsylvania, lors de laquelle aucun des combattants n'avait pu faire la différence, le général nordiste Grant tenta de prendre de flanc l'armée du général Lee sans toutefois y arriver.  La bataille de la Wilderness ne fut pas décisive non plus et la bataille de North Anna était un piège que Lee avait tendu à Grant et que celui-ci sut éviter.
Entre le 15 mai et le 31 mai, il y eut de nombreuses escarmouches et accrochages secondaires. Lee parvenait à freiner Grant, mais reculait pour ne pas subir de défaite, son armée étant inférieure en nombre. Néanmoins, il n'avait toujours subi aucune défaite décisive en cette année 1864. Grant, exaspéré par ces échecs, décida de se porter sur ce village, cœur d'un important nœud routier, non loin de Gaines' Mill, lieu d'une victoire confédérée en 1862.
Après chacun de ces engagements majeurs, Grant manœuvra son armée du Potomac (officiellement sous le commandement du major général George G. Meade mais sous son contrôle direct) autour du flanc droit de Lee, vers le sud-est.
Comme l'armée de l'Union barrait la rivière Pamunkey, Lee tenta trois petits engagements pour sonder les positions et les intentions de Grant, connus comme les batailles de Haw's Shop, Totopotomoy Creek (Bethesda Church) et Old Church. (Quelques historiens classent ces trois engagements en tant qu'éléments de la bataille de Cold Harbor.)
Après l'accrochage à Old Church, Lee acquit la conviction que le but de la cavalerie nordiste était de prendre le contrôle des carrefours de Cold Harbor, ce qui permettrait un accès facile aux arrières de l'armée sudiste et à la capitale sudiste, Richmond.

## Prélude à la bataille

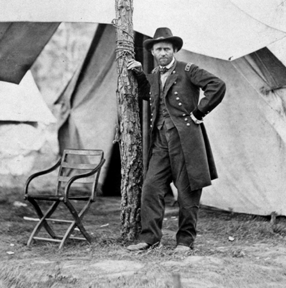
General Ulysses S. Grant à Cold Harbor, photographié par Mathew Brady en 1864.

Le 31 mai, pour prendre possession du village de Cold Harbor, Grant envoya la cavalerie de Sheridan en avant. Arrivant à destination, les cavaliers nordistes durent livrer combat face aux cavaliers sudistes dirigés par Fitzhugh Lee, neveu du général Lee, renforcés par de l'infanterie. Après un bref engagement, les Confédérés se replièrent et prirent position au sud-ouest du village.
Le lendemain, les Unionistes eurent à subir une contre-attaque sudiste mal organisée, mais les cavaliers de Sheridan tinrent bon jusqu'à l'arrivée de l'avant-garde de l'armée de Grant qui chassa les Confédérés, sans pour autant obtenir d'avantage décisif. C'est finalement dans la nuit du 1e au 2 juin 1864 que l'ensemble des deux armées se mit en position. Un front de 11 kilomètres s'était ainsi constitué de la Topopotomy à la Chickahominy ; Grant avait disposé en réserve un des corps d'armée de Butler.

## Forces en présence
Les Nordistes disposaient de 109 000 hommes et les Sudistes de 59 000 hommes, soit des effectifs comparables à ceux déployés lors de la bataille de la Wilderness ; les deux armées, pourtant saignées à blanc, avaient reconstitué leurs effectifs et aucune n'était prête à céder du terrain à l'autre, constituant une nouveauté dans la guerre de Sécession car jusque-là, une des deux armées se repliait derrière un fleuve.

### Nordistes
L'armée du Potomac aligne 5 corps d'armée et 1 corps de cavalerie, totalisant 51 brigades d'infanterie, 5 brigades d'artillerie et 9 brigades de cavalerie.

### Sudistes
L'armée sudiste compte 3 corps d'armée et 1 corps de cavalerie, totalisant 45 brigades d'infanterie, 61 batteries et 7 brigades de cavalerie.

## Le plan de Grant
Le plan de Grant devait tenir compte de l'état moral de son armée et de son état physique : ses hommes étaient extrêmement fatigués après quatre semaines de combats et de poursuites. Du côté sudiste, ce n'était guère mieux. Lee était dans un état de fatigue mentale avancée et il avait fallu remplacer le général Ewell : ce dernier était fatigué au point de ne plus pouvoir diriger ses hommes. Ce fut Jubal Anderson Early qui le remplaça.
Grant excluait toute tentative de débordement par l'aile gauche, sinon il risquait d'aller s'empêtrer dans les plaines alluviales de la Chickahominy, comme l'avait fait George McClellan deux ans auparavant. Le général nordiste devait aussi tenir compte du fait que les hommes de douze régiments de son armée arrivaient au terme de leur engagement dans l'armée. Il lui fallait remporter une victoire décisive lui permettant de repousser Lee jusqu'à Richmond qui bénéficiait de très bonnes défenses. Par conséquent, Grant devait faire subir à son homologue de lourdes pertes. L'assaut devait être lancé par trois corps d'armée situés au centre et à gauche du front. Grant pensait que les Sudistes n'étaient plus en état de combattre.
De son côté, Lee faisait tout pour éviter un combat décisif. Il savait que s'il perdait lourdement, les Confédérés risquaient de perdre la guerre.

## Déroulement de la bataille

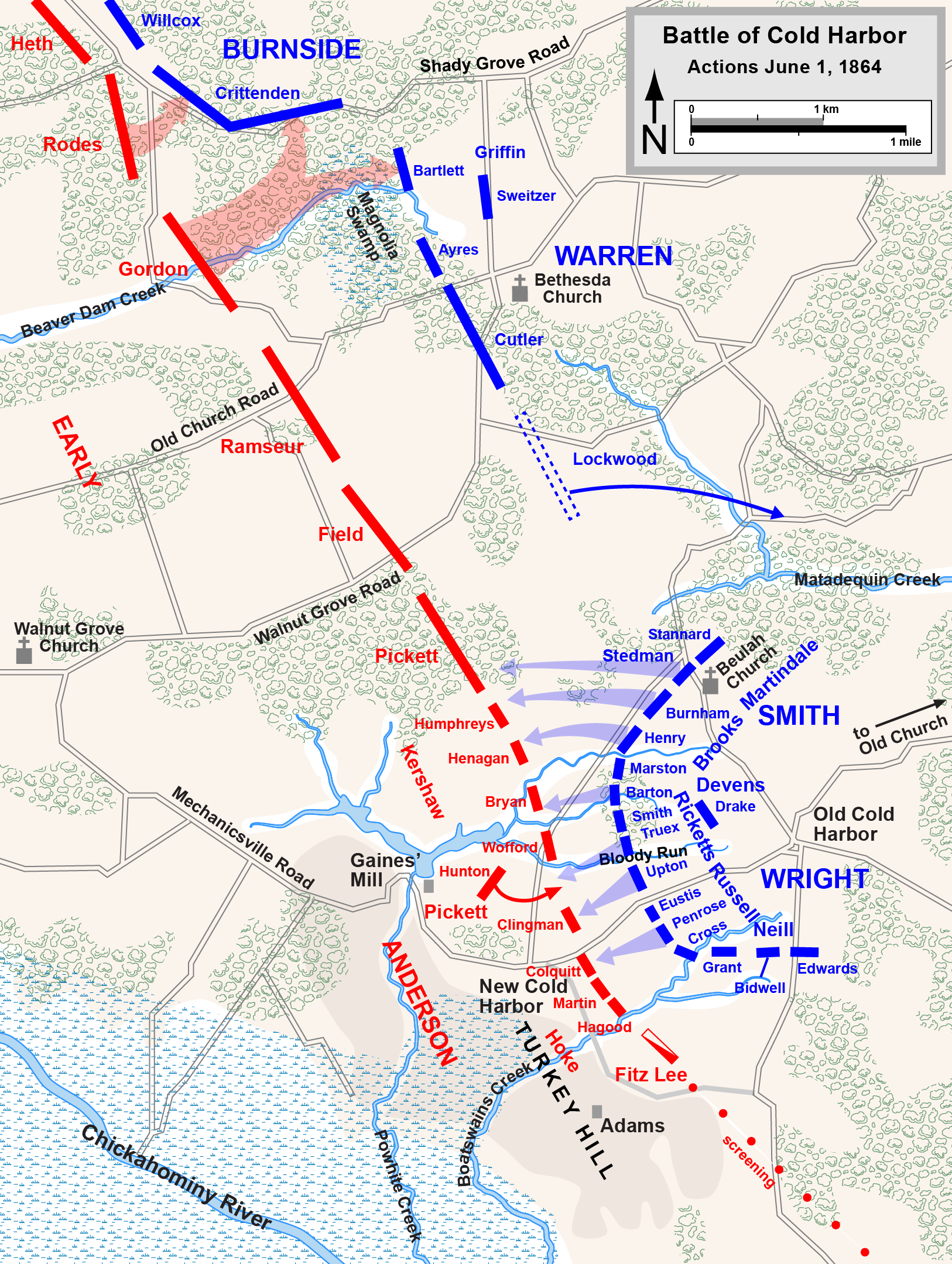
Cold Harbor, 1er juin 1864-.
Confederate
Union

Après les accrochages du 31 mai et du 1er juin, Grant avait prévu l'assaut pour le 2 juin à l'aube, pensant que les hommes de Lee n'étaient pas en état de se battre. Ses propres hommes étaient loin d'être prêts et motivés pour combattre, notamment les hommes de Hancock, arrivés en retard et épuisés après une dure marche de nuit. L'assaut fut reporté au 3 juin. Pendant ce temps-là, les troupes de Lee eurent le temps de renforcer leurs positions et de recevoir des renforts dirigés par Breckinridge et Hill.
Dès le début de l'assaut, de très importants tirs d'artillerie et d'infanterie frappèrent les soldats unionistes situés en première ligne, les clouant sur place et leur causant de lourdes pertes. Les Confédérés combattaient depuis un système défensif complexe : « Des lignes fort complexes en zigzag à l'intérieur d'autres lignes, des lignes protégeant le flanc d'autres lignes, des lignes conçues de façon à prendre en enfilade les lignes adverses [...] des fortifications à l'intérieur et à l'extérieur d'autres fortifications. » Malgré ce système de défense, plusieurs régiments du IIe corps de Hancock parvinrent à pénétrer le réseau défensif dans sa partie Sud, avant d'en être expulsés par les défenseurs. Un des soldats de l'Union, mettant en cause le manque de reconnaissance des positions ennemies déclara : « On avait l'impression que c'était un meurtre, pas la guerre, ou que, au mieux, une très grave erreur avait été commise. »
Partout sur le front, l'offensive nordiste fut un désastre. Les troupes de l'Union creusèrent des tranchées et jusqu'au 12 juin, il n'y eut plus d'assaut nordiste. Les pertes furent cependant très élevées, les lignes étant très proches à certains endroits et l'artillerie des deux camps bombardant les positions. 
Devant l'évolution des opérations, Grant annula les opérations à venir et l'armée du Potomac se dégagea dans la nuit du 12 juin.
Les soldats unionistes venaient de connaître ce qu'allaient subir les soldats européens lors de la Première Guerre mondiale cinquante ans plus tard. À Cold Harbour comme à Spotsylvania, le réseau de tranchées compliquait la tâche des assaillants qui essuyaient de terribles pertes et les soldats étaient traumatisés par ce qui venait de se passer : « les hommes éprouvent désormais une horreur et une terreur profondes à l'idée de remonter au front » explique un officier.

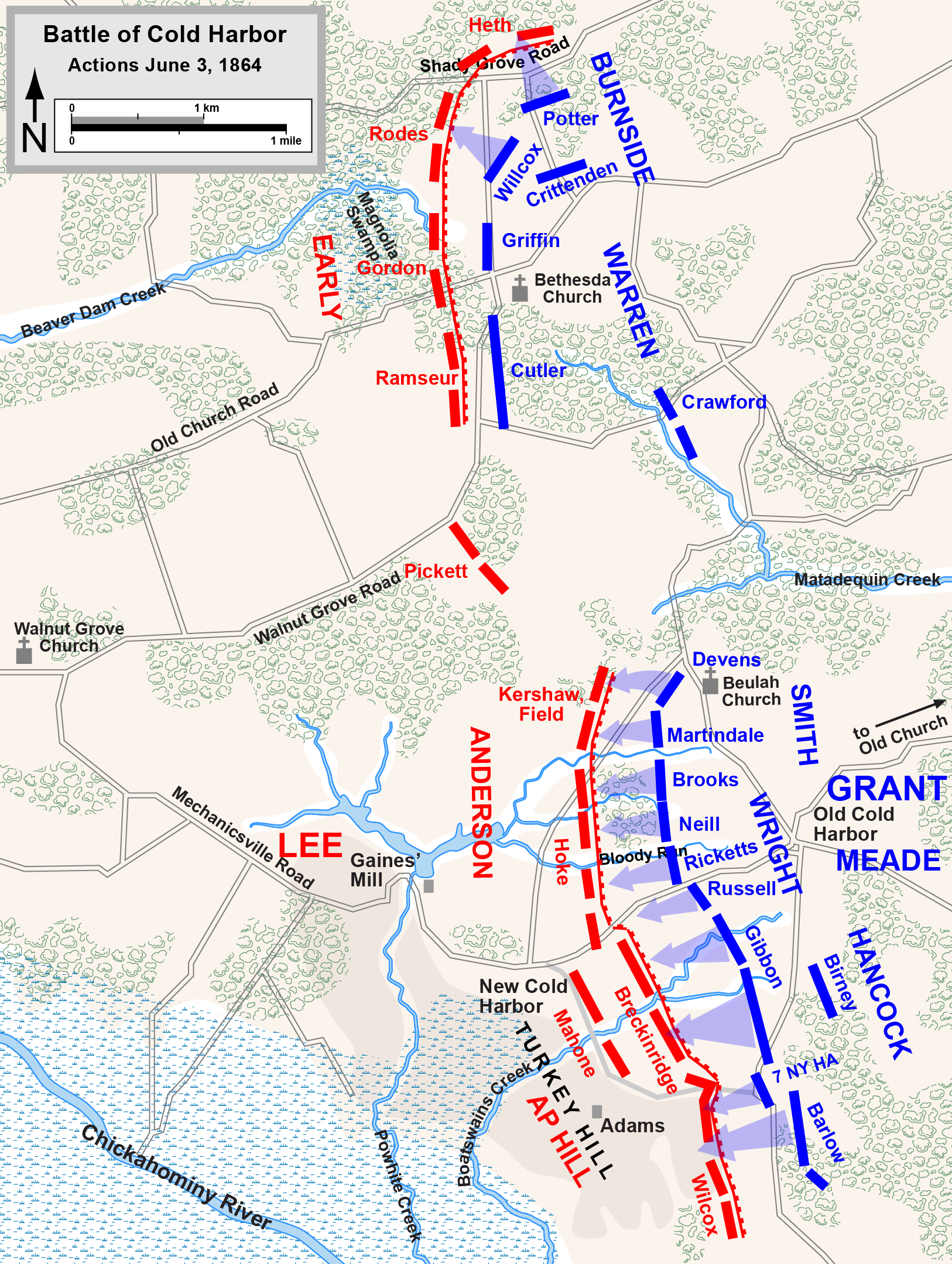
Cold Harbor, 3 juin 1864-.

| Source                            | Union | Union   | Union              | Union          | Confédérés | Confédérés | Confédérés         | Confédérés            |
| Source                            | Morts | Blessés | Capturés/ Disparus | Total          | Morts      | Blessés    | Capturés/ Disparus | Total                 |
| --------------------------------- | ----- | ------- | ------------------ | -------------- | ---------- | ---------- | ------------------ | --------------------- |
| National Park Service             |       |         |                    | 13 000         |            |            |                    | 2 500                 |
| Bonekemper, Victor, Not a Butcher | 1 844 | 9 077   | 1 816              | 12 737         | 83         | 3 380      | 1 132              | 4 595                 |
| Eicher, Longest Night             |       |         |                    | 12 000         |            |            |                    | « quelques milliers » |
| Fox, Regimental Losses            | 1 844 | 9 077   | 1 816              | 12 737         |            |            |                    |                       |
| Rhea, Cold Harbor                 |       |         |                    | 6 000 (3 juin) |            |            |                    | 1 500                 |
| Smith, Grant                      | 1 769 | 6 752   | 1 537              | 10 058         |            |            |                    |                       |

## Conséquences de la bataille
Grant, surnommé « le Boucher » par la presse, fut contraint de mettre en place un nouveau plan qui avait pour but de chasser Lee de ses positions. L'armée de la Shenandoah commandée par David Hunter devait remonter la vallée de la Chickahominy par le Sud pour détruire les voies ferrées qui permettaient de ravitailler l'armée confédérée. Grant, pour sa part, se dirigea vers Petersburg.
La bataille de Cold Harbor restera comme étant la plus terrible défaite de Grant, qui perdit environ 13 000 hommes alors que Lee en perdait moins de 4 000. Une nouvelle fois, Grant ne put forcer la décision et n'arriva même pas à repousser ses adversaires. Pour Lee, cela constituait une grande victoire. Il avait réussi à démontrer à son homologue que ses hommes étaient toujours prêts à se battre et, une nouvelle fois, il n'avait pas lâché un mètre de terrain. Mais Grant gardait l'initiative.

## Illustrations

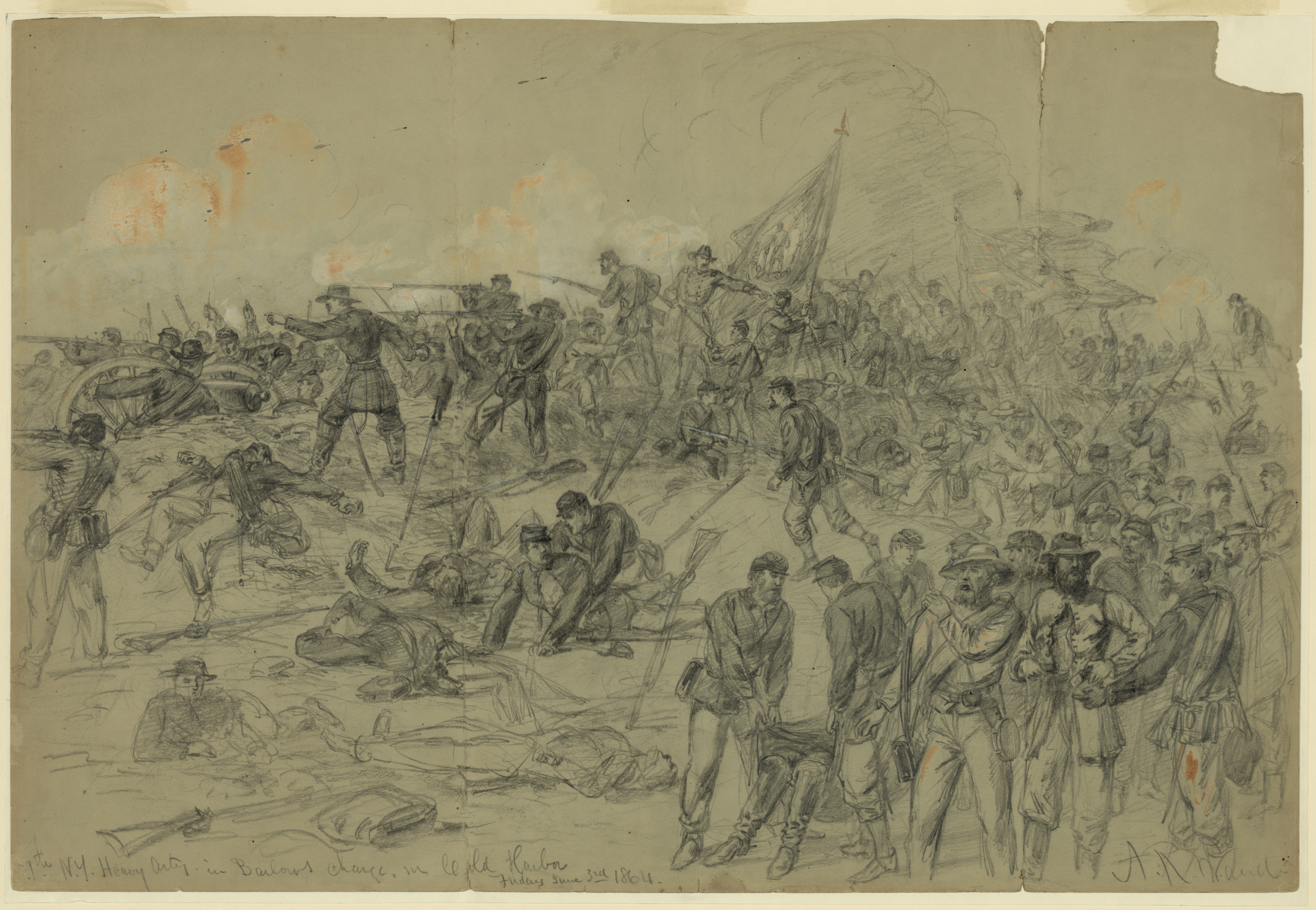
Le 7e régiment de New-York, artillerie lourde, servant comme infanterie, prêt à sortir des tranchées pour donner l'assaut aux positions sudistes (dessin d'Alfred Waud).
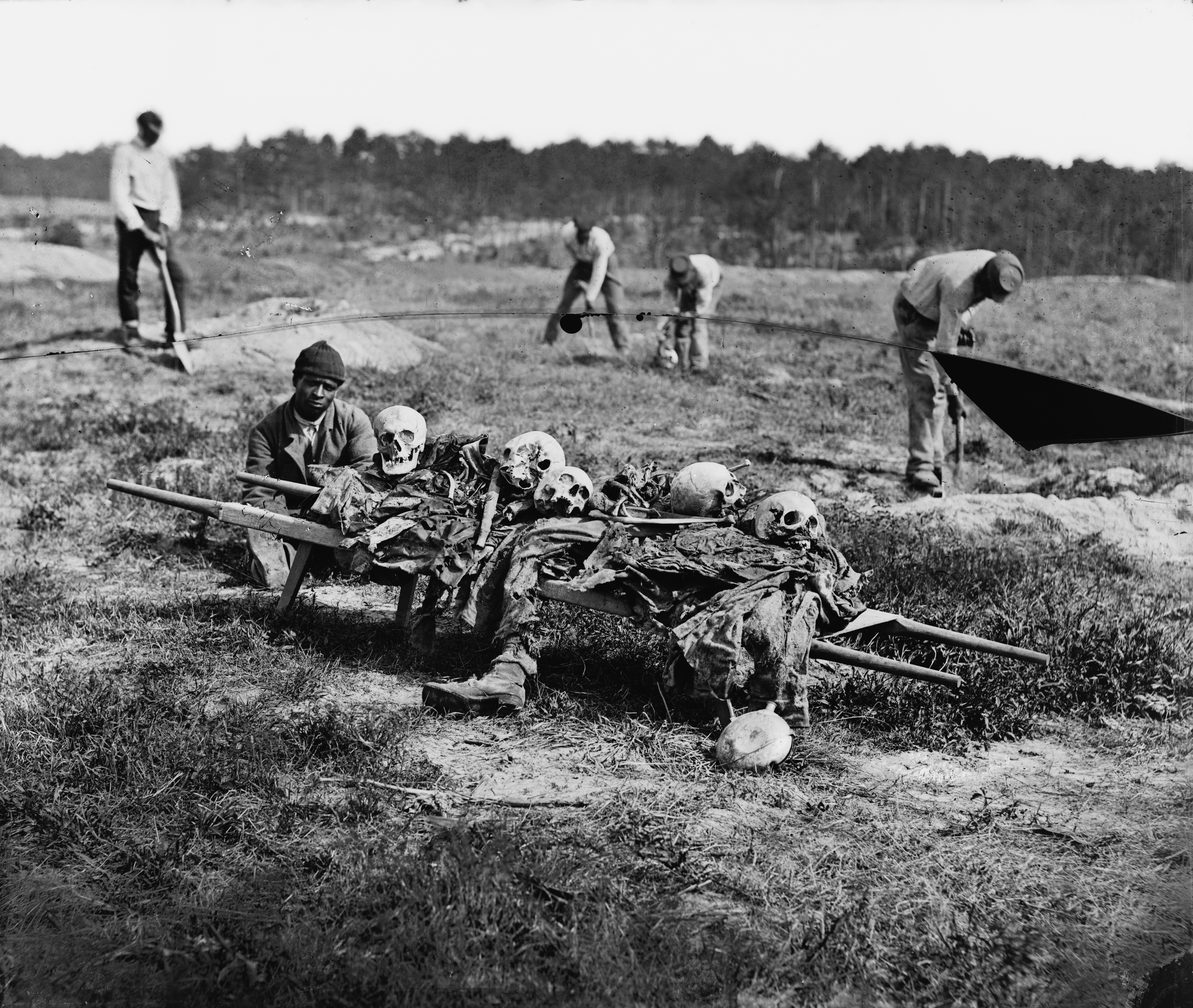
Enterrement après collecte des restes des victimes des combats. Photo de John Reekie prise en  Avril 1865[1].

## Sources
- James McPherson: La guerre de Sécession, éditions Lafont.